# Pedro Rosselló
Pedro Juan Rosselló González (San Juan, 5 aprile 1944) è un politico portoricano.

## Biografia
È stato il settimo governatore di Porto Rico, eletto per 2 mandati consecutivi, dal 1993 al 2001. Il suo partito politico d'appartenenza è il PNP, di cui è l'attuale leader.
Nel 1993 Rosselló ha annullato la legge che nel 1991 Rafael Hernández Colón aveva firmato per stabilire che l'unica lingua ufficiale di Porto Rico fosse lo spagnolo. Ristabilì  quindi la lingua inglese come lingua ufficiale, assieme ovviamente allo spagnolo.
Rosselló ha perso le elezioni di novembre 2004 contro  Aníbal Acevedo Vilá, ma a causa dell'esiguo margine di soli 3.566 voti si è aperta un'aspra controversia che è sfociata in diversi appelli alla Corte Federale degli Stati Uniti, tutti appelli respinti.